# Sacco
För andra betydelser, se Sacco (olika betydelser).
Sacco (latin Trerus) är en flod i centrala Italien som går från Monti Prenestini till floden Liris. Sacco bildas när två åar i Apenninerna i Abruzzo rinner samman. Sacco flyter sydöst i 87 kilometer och korsar regionen Ciociaria mellan de två bergskedjorna Monti Ernici och Monti Lepini. Sacco förenas med Liris nära Arce i Lazio.